# Soter atripes
Soter atripes är en stekelart som först beskrevs av Charles Thomas Brues 1926.  Soter atripes ingår i släktet Soter och familjen bracksteklar. Inga underarter finns listade i Catalogue of Life.